# Stratham
Stratham är en kommun (town) i Rockingham County i delstaten New Hampshire i USA med 7 255 invånare (2010). 